# Ladies Asian Golf Tour 2006
De Ladies Asian Golf Tour 2006 was het tweede seizoen van de Ladies Asian Golf Tour. Het seizoen begon met de Hong Kong Ladies Masters, in februari 2006, en eindigde met het Macau LAGT Championship, in maart 2006. Er stonden vijf toernooien op de kalender.

## Kalender
| Data  | Data  | Toernooi                 | Stad     | Winnaar           | Score | Score | Info                                 |
| ----- | ----- | ------------------------ | -------- | ----------------- | ----- | ----- | ------------------------------------ |
| 08-02 | 10-02 | Hong Kong Ladies Masters | Hongkong | Pornanong Phatlum | 216   | –3    | Nieuw toernooi                       |
| 22-02 | 24-02 | Thailand Ladies Open     | Chonburi | Hee Young Park    | 209   | –7    | Nieuw toernooi; opgericht in 1987    |
| 02-03 | 04-03 | Malaysian Ladies Open    | Miri     | Eun-Hee Ji        | 214   | –2    | Nieuw toernooi                       |
| 15-03 | 17-03 | Orient Zhuhai Open       | Zhuhai   | Kim Hae-jung      | 209   | –7    | Nieuw toernooi                       |
| 22-03 | 24-03 | Macau LAGT Championship  | Macau    | Eun-Hee Ji po     | 143   | +1    | Nieuw toernooi; 36-holes (regenweer) |

| po = winnares na play-off |